# Procureur général de l'Ouzbékistan
Pour les articles homonymes, voir Procureur général.
Le Bureau du procureur général de la République d'Ouzbékistan (ouzbek : O'zbekiston Respublikasi Bosh prokuraturasi) — est un système d'organes exerçant un contrôle sur l'application de la Constitution et des lois de l'Ouzbékistan sur le territoire de la République d'Ouzbékistan.

## Responsabilisation
- Le Procureur général de la République d'Ouzbékistan et ses procureurs subordonnés exercent un contrôle sur l'application exacte et uniforme des lois sur le territoire de la République d'Ouzbékistan.
- Le système centralisé unifié du bureau du procureur est dirigé par le procureur général de la République d'Ouzbékistan.
- Le Procureur de la République du Karakalpakstan est nommé par l'organe représentatif le plus élevé de la République du Karakalpakstan en accord avec le Procureur général de la République d'Ouzbékistan.
- Les procureurs des régions, districts et villes sont nommés par le procureur général de la République d'Ouzbékistan.
- Le mandat du bureau du procureur général de la République d'Ouzbékistan, du procureur de la République du Karakalpakstan, des procureurs régionaux, de district et de ville est de cinq ans.
- Le bureau du procureur de la République d'Ouzbékistan exerce ses pouvoirs indépendamment de tout organe de l'Etat, des associations publiques et des fonctionnaires, en obéissant uniquement à la loi. Pendant leur mandat, les procureurs suspendent leur adhésion à des partis politiques et à d'autres associations publiques à motivation politique.
- L'organisation, les pouvoirs et la procédure des travaux du parquet sont déterminés par la loi.
- La création et le fonctionnement de coopératives privées, d'associations publiques et de leurs subdivisions sur le territoire de la République d'Ouzbékistan, effectuant de manière indépendante des recherches opérationnelles, des enquêtes et d'autres tâches spéciales pour lutter contre la criminalité, sont interdits.

## Liste des ministres
| Nom                    | de   | à    |
| ---------------------- | ---- | ---- |
| Boʻritosh Mustafoyev   | 1992 | 1998 |
| Usmon Xudoyqulov       | 1998 | 2000 |
| Rashitjon Qodirov      | 2000 | 2015 |
| Ixtiyor Abdullayev     | 2015 | 2018 |
| Otabek Murodov         | 2018 | 2019 |
| Nigʻmatilla Yoʻldoshev | 2019 |      |